# NX商事
NX商事株式会社（エヌエックスしょうじ）は、東京都港区に本社を置く、NXグループの商社である。マーケティングシンボルとして「ALOZ」（アロッズ）というネーミングを使用しているが、これはアルファベットの「A」〜「Z」で「全て」を意味しその中に「LO（ロジスティクス）」を組み込んだ造語である。
主に石油・ガスなどのエネルギー系に強みを持つ。

## 沿革
- 1958年（昭和33年）10月 - 日本通運と朝日生命保険の提携により、株式会社日通保険総代理社を設立。
- 1964年（昭和39年）
  - 5月 - 日通産業株式会社を吸収合併し、日通商事株式会社に商号変更。
  - 10月 - 愛知日産自動車、岐阜日産自動車、広島日産自動車、東京日通自動車工業、日通火災保険代理の5社を吸収合併。
- 1965年（昭和40年）
  - 2月 - 太洋自動車株式会社を吸収合併。
  - 4月 - 日通石油ガス株式会社、日通包装工業株式会社を吸収合併。
- 1967年（昭和42年）
  - 5月 - 日宝商事株式会社を吸収合併。
  - 11月 - 日産自動車販売4本店の営業を新たに設立された愛知日産自動車、岐阜日産自動車、広島日産自動車、日産プリンス福島販売へそれぞれ譲渡。
- 1978年（昭和53年）10月 - コーポレートロゴマークを制定。
- 1983年（昭和58年）3月 - 太洋日産支店の営業を太洋日産自動車販売へ譲渡。
- 1999年（平成11年）10月 - マーケティングシンボル「ALOZ」を制定し、2000年（平成12年）1月より展開開始。
- 2013年（平成25年）3月 - 株式交換により日本通運の完全子会社となる。
- 2021年（令和3年）3月31日 - リース事業を日本通運・東京センチュリー・損害保険ジャパンの3社が共同で出資する日通リース&ファイナンス（現・NX・TCリース&ファイナンス）へ譲渡[1]。
- 2022年（令和4年）
  - 1月4日 - 日本通運の持株会社制移行に伴いグループシンボル「NX」を導入、NX商事株式会社に商号変更[2]。
  - 3月 - 親会社が日本通運からNIPPON EXPRESSホールディングスへ移行。
- 2023年（令和5年）
  - 1月1日 - グループ会社のNXキャピタルからロジスティックスファイナンス事業を吸収分割により承継[3]。
  - 4月1日 - グループ会社のNX不動産から一部の管理事業を除く不動産事業を吸収分割により承継[4]。

## グループ会社
国内
※特記無き事業者は全て株式会社である
- NX機工
- NXエネルギー北海道
- NXエネルギー東北
- 旭川エナジック
- 有限会社下北ガス
- 有限会社山木鈴木商店
- NXロジテック
- NXビジネスサポート
- NXエネルギー関東
- NXエステートサービス
- NXエネルギー中部
- NX関西警備
- NXエネルギー中国
- NXエネルギー九州
- NX福岡警備
- エネルギーネットワーク長崎
- エネルギーサポート唐津
- アイネットエナジー南九州

海外
- NX SHOJI U.S.A., INC.（アメリカ）
- NX Automotive Logistics USA.INC
- ADELTA LOGIS,INC.
- NX商事（武漢）商貿有限公司
- NX商事 (香港) 有限公司
- NX SHOJI (THAILAND) CO.,LTD.（タイ）
- NITTSU SHOJI LEASING (THAILAND) CO.,LTD.
- AZL (THAILAND) CO.,LTD.
- PT. NX SHOJI INDONESIA（インドネシア）
- NX SHOJI (MALAYSIA) SDN. BHD.
- NX SHOJI (SINGAPORE) PTE. LTD.